# Liste des maires de Murat (Cantal)
Pour les articles homonymes, voir Murat.
Maires de Murat, classés par ordre chronologique décroissant.

## Liste des maires
- mars-2001: allo selem
- 1983-2001: Emmanuel Grèze
- 1977-1983: Jean Meyniel
- 1969-1977: Antoine Tabayse
- 1968-1969: Joseph Constant
- 1946-1968: Hector Peschaud
- 1944-1946: Antoine Combes
- 1928-1944: Hector Peschaud
- 1897-1928: Mange un paf woula
- 1896-1897: Raymond Teissèdre
- 1895-1896: Léon Auguste Teillard Chabrier
- 1881-1895: Maurice Guibal
- 12 février 1878 Pierre Hector Veisseyre
- 3 novembre 1874 Joseph Léon Dubois
- 13 février 1874 Félix Robert
- 19 juin 1871 Pierre Hector Veisseyre
- 29 septembre 1856 Alfred Talandier Espinasse
- 24 juillet 1852 Emile Teissèdre
- 11 novembre 1848 Jean Baptiste Rhodes
- 2 mai 1848 Pierre Duclos
- 29 décembre 1843 Jules Teilhard Laterrisse
- 10 juillet 1833 François Escaille
- 11 octobre 1830 Antoine Talandier Lespinasse
- 30 décembre 1825 Jean baptiste Marcombes
- 16 juin 1819 Pierre Maynobe
- 11 novembre 1815 Jean Raymond Rancilhac de Chazelles
- 5 juillet 1815 Antoine Gazard
- 5 juin 1815 Claude Amable Tournier
- messidor an X Antoine Gazard
- 1er prairial an VIII Cirice Bonaventure Teillard Chambon
- An IV An VIII Municipalités de canton
- 11 brumaire an III Joseph Dubois
- 2 décembre 1792 François Teillard Beynac
- 28 octobre 1792 Cirice Bonaventure Teillard Chambon
- 15 mai 1791 Antoine Dominique Chabanon
- 15 juillet 1790 Antoine Roux
- 9 février 1790 Etienne de Montreuil de Charmanière